# جاك ليفين
جاك ليفين (بالإنجليزية: Jack Levine)‏ (و. 1915 – 2010 م) هو رسام، ونقاش، وفنان من الولايات المتحدة الأمريكية . ولد في بوسطن .
توفي في مدينة نيويورك .

## التعليم
تعلم في جامعة هارفارد.